# Gorjačij Ključ
Gorjačij Ključ (rusky Горячий Ключ) je město v Krasnodarském kraji v Ruské federaci. Při sčítání lidu v roce 2010 mělo zhruba třicet tisíc lidí.

## Poloha
Gorjačij Ključ leží na severní straně Západního Kavkazu a pravém břehu Psekupsu, přítoku Kubáně.
Od Krasnodaru, správního střediska celého kraje, je Gorjačij Ključ vzdálen zhruba šedesát kilometrů na jih. Nejbližší město je Adygejsk čtyřicet kilometrů severně.

## Dějiny

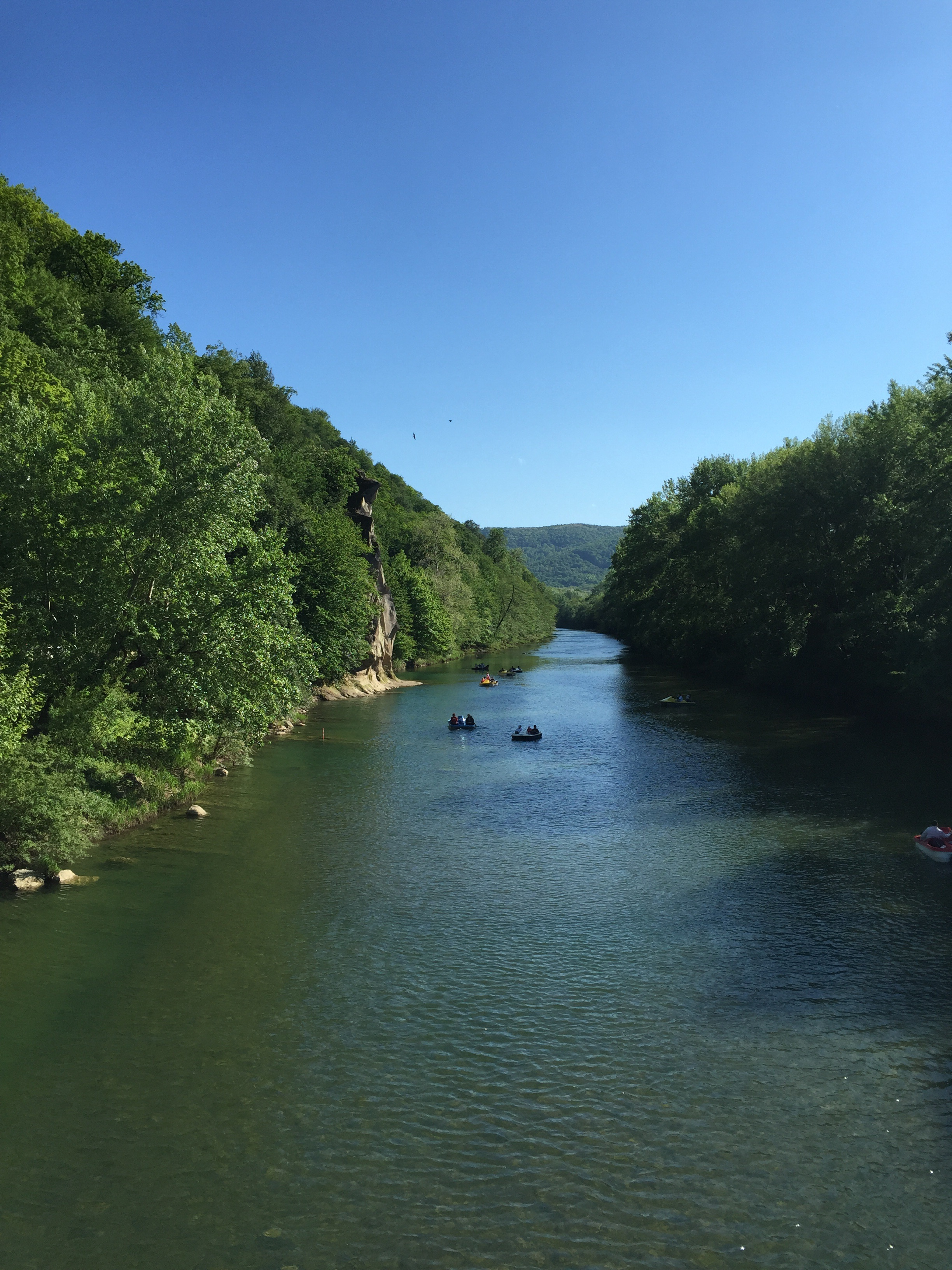
Skála Petušok v přírodní rezervaci

Po skončení kavkazské války se na místě současného města usadili Čerkesové a založili vesnici nazvanou Hořící voda (Псыфаба). Analogickým označením Gorjačij Ključ (tj. Hořící pramen) zde byly nazvány termální lázně, založené v roce 1864.
Od roku 1965 je Gorjačij Ključ městem. Okolí města je chráněnou krajinnou oblastí.

## Současnost
Do katastru města patří také obec Bakinskaja, kde se 18. března 2023 uskutečnil pohřeb padlých žoldnéřů Wagnerovy skupiny. Starosta města marně protestoval, že do lázní hřbitov nepatří. Šéf wagnerovců Jevgenij Prigožin starostovi pohrozil, že rakve s mrtvými přiveze k němu domů, pokud úřady pohřbívání zakážou.

## Rodáci
- Galina Alexandrovna Kovaljovová (1932–1995), operní pěvkyně